# فارمینگتون (اجتماع)، ویسکانسین
فارمینگتون (به انگلیسی: Farmington) یک منطقهٔ مسکونی در ایالات متحده آمریکا است که در شهرستان جفرسون، ویسکانسین واقع شده‌است. فارمینگتون ۲۶۷٫۰۱ متر بالاتر از سطح دریا واقع شده‌است.